# Río Argumedo
El río Argumedo o río Argumal es un curso fluvial de Cantabria (España) perteneciente a la cuenca hidrográfica del río Asón, al cual afluye. Tiene una longitud de 1,978 kilómetros, con una pendiente media de 0,9º. Discurre por el término municipal de Soba.